# 林潮 (弘治進士)
林潮（1470年—1550年），字君信，號沙溪，福建泉州府晉江縣人，明朝政治人物。

## 生平
弘治十四年（1501年）辛酉科福建鄉試第十一名舉人，弘治十八年（1505年），林潮中式乙丑科三甲进士。请求归乡养亲，触怒权阉刘瑾，被革职。刘瑾倒台后，起用为台州推官，正德十年（1515年）八月擢升四川道御史，十四年巡按江西。正德年间，内侍骄横，并常交结言官，林潮闭关杜门，不与内侍来往。后被罢归。卒年八十一岁。道光《晋江县志》有传。。

## 家族
曾祖父林克玉；祖父林資允；父林凱，母楊氏；繼母黃氏。